# Deb Haaland
Pour les articles homonymes, voir Haaland.
Debra Anne Haaland, dite Deb Haaland, née le 2 décembre 1960 à Winslow (Arizona), est une femme politique américaine d'origine amérindienne, membre du Parti démocrate et secrétaire à l'Intérieur des États-Unis du 16 mars 2021 au 20 janvier 2025. 
Le 6 novembre 2018, elle est élue représentante des États-Unis pour le Nouveau-Mexique et devient l'une des deux premières femmes autochtones à siéger au Congrès.
En décembre 2020, le président élu Joe Biden la choisit en tant que secrétaire à l'Intérieur dans sa nouvelle administration. Elle est confirmée par le Sénat le 15 mars 2021, ce qui fait d'elle la première personne amérindienne à occuper cette responsabilité ; un seul autre Amérindien a fait partie du cabinet américain : Charles Curtis, vice-président républicain de 1929 à 1933, durant la présidence de Herbert Hoover.

## Biographie

### Enfance et formation

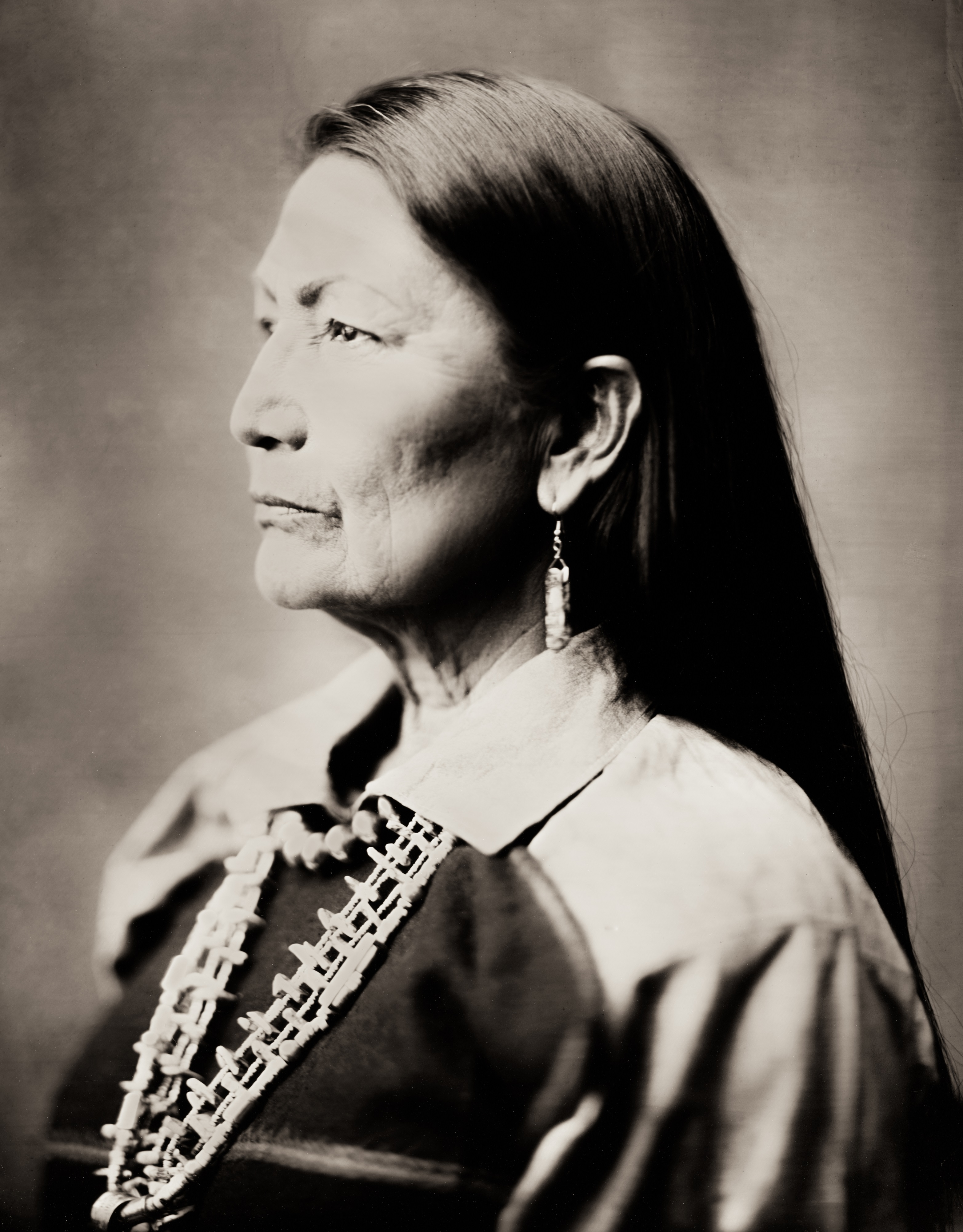
Debra Haaland photographiée à l'occasion de la collection Northern Plains Native Americans : A Modern Wet Plate Perspective, en 2019.

Fille d’un Norvégo-Américain servant dans le Corps des Marines et d’une Amérindienne du Pueblo de Laguna (Nouveau-Mexique) (en), servant dans la Navy, elle grandit dans plusieurs endroits, au fil des mutations de ses parents militaires,. Son père est mort en 2005 et repose au cimetière national d'Arlington.
Elle fait ses études de droit à Albuquerque (Nouveau-Mexique) mais, faute d'argent, elle doit abandonner ses études, qu'elle ne reprendra qu'à l'âge de 35 ans. Pour subvenir à ses besoins, elle ouvre une usine de conserves, sans succès. Finalement, elle contracte un emprunt pour financer ses études, qu'elle indique continuer à rembourser en 2018.

### Carrière politique
Deb Haaland s'engage en politique en 2004 comme bénévole dans la campagne présidentielle du candidat démocrate John Kerry.

#### Représentante des États-Unis pour le Nouveau-Mexique

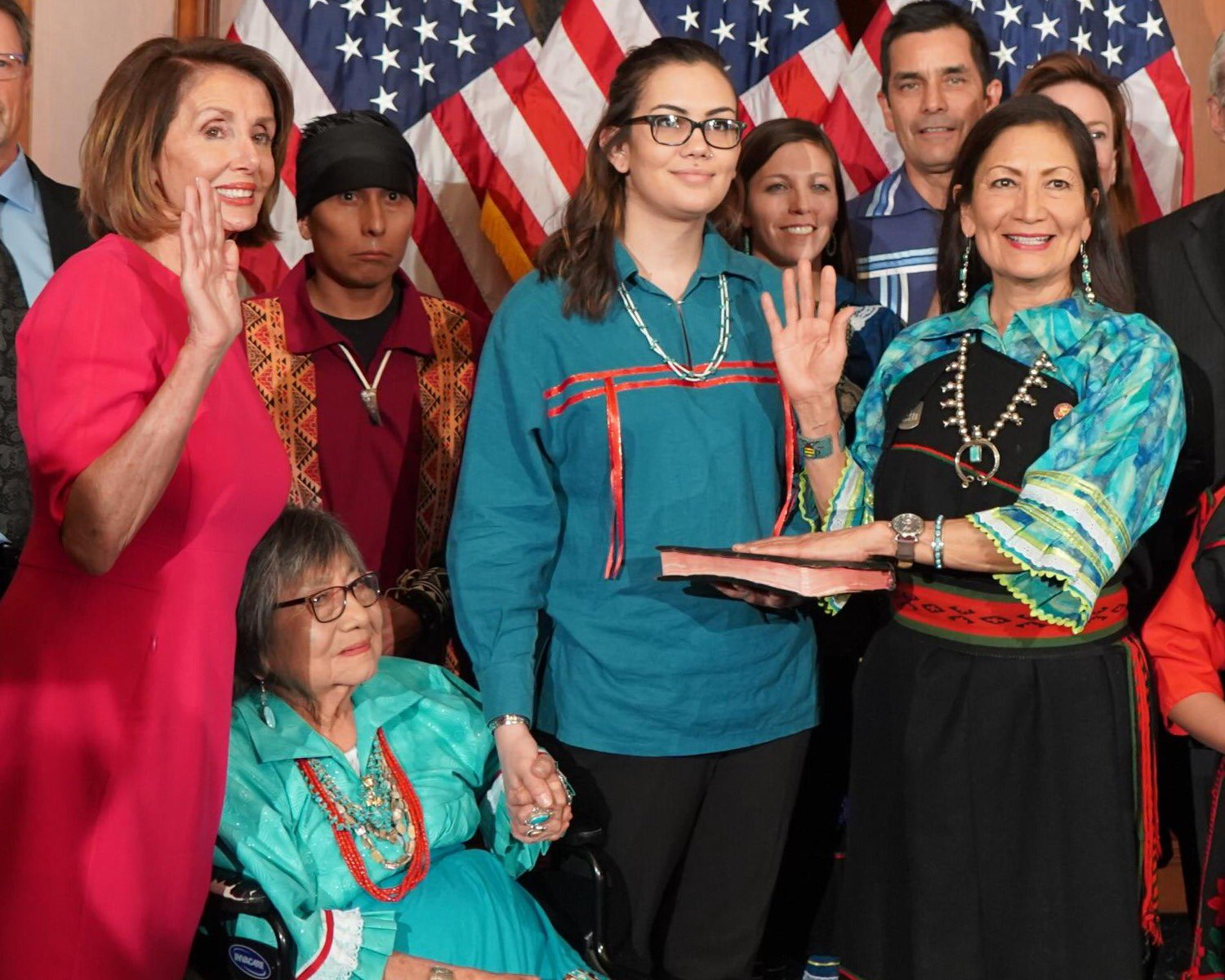
Deb Haaland prête serment comme représentante des États-Unis en 2019.

Après que Michelle Lujan Grisham annonce ne pas se représenter en tant que représentante des États-Unis afin de concourir pour le poste de gouverneure du Nouveau-Mexique, Debra Haaland gagne la primaire démocrate de son district avec 40,5 % des voix. Son plus proche adversaire est Damon Martinez, procureur des États-Unis pour le district du Nouveau-Mexique de 2014 à 2017, qui arrive deuxième avec 25,8 % des voix. Lors des élections de 2018, elle affronte la républicaine Janice Arnold-Jones, élue à la Chambre des représentants du Nouveau-Mexique de 2003 à 2011. Elle gagne largement l'élection par 59,1 % des voix contre 36,3 % à Jones.

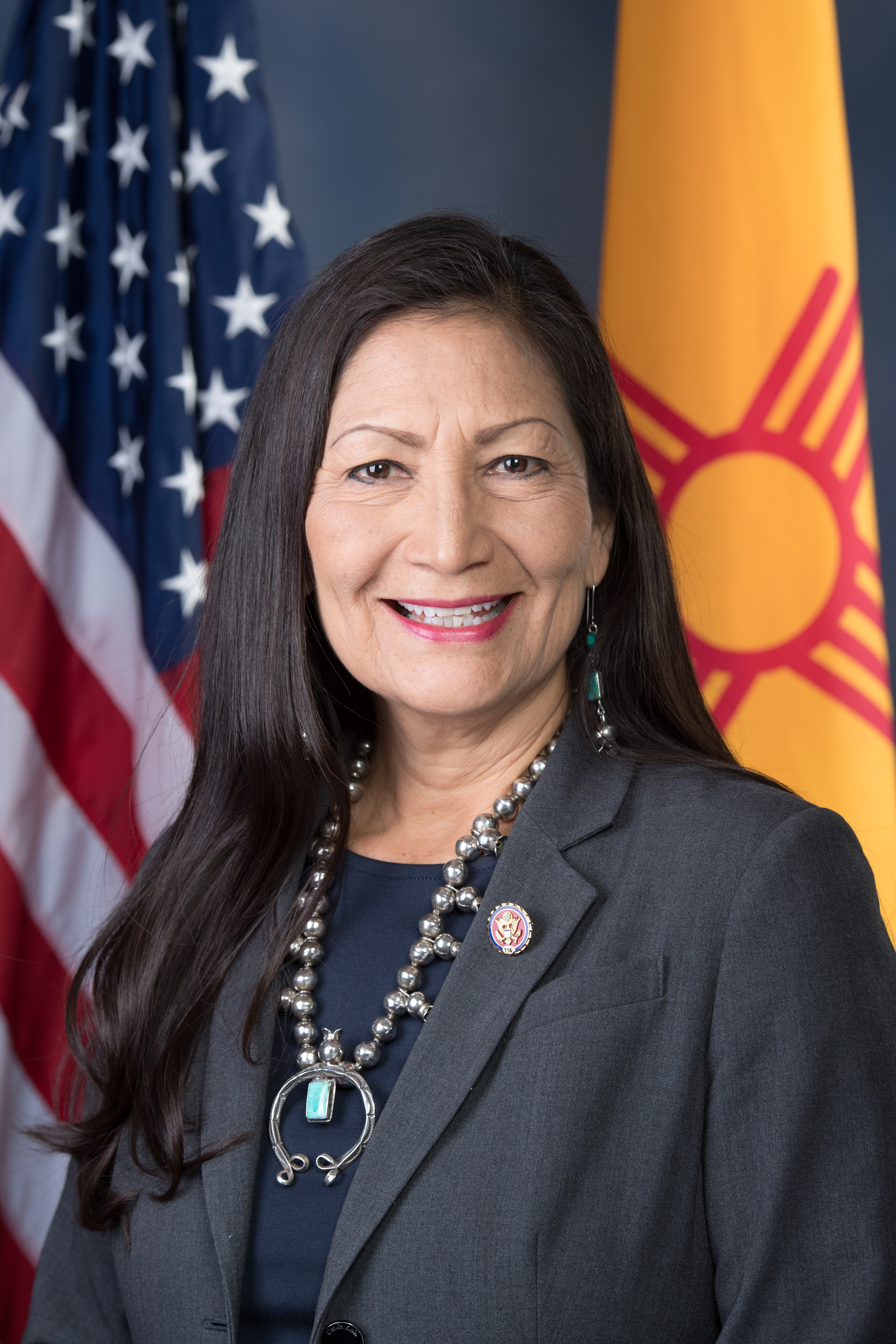
Premier portrait officiel de Deb Haaland comme membre du Congrès.

Membre de la tribu Laguna Pueblo, elle est, avec Sharice Davids (Kansas), la première Amérindienne élue au Congrès. Lors de son investiture, elle porte une tenue traditionnelle pueblo. En février 2019, elle reçoit le William C. Velasquez Trailblazer Award de la U.S. Hispanic Leadership Institute's National Conference, pour avoir été l'une des premières natives américaines à être élue au Congrès et pour sa place de vice-présidente du Comité sur les Ressources naturelles, sous la présidence de Raúl Grijalva (Arizona).

#### Secrétaire à l'Intérieur des États-Unis
Le 17 décembre 2020, le président élu Joe Biden annonce qu'il la choisit en tant que secrétaire à l'Intérieur pour sa future administration, ce qui ferait d'elle, si sa nomination est validée par le Sénat, la première personne amérindienne à occuper cette responsabilité dans l'histoire des États-Unis.
Son audition de confirmation par le Sénat se tient les 23 et 24 février, dans des circonstances jugées irrespectueuses[Par qui ?], à cause de l'attitude de sénateurs républicains — John Barrasso du Wyoming, Steve Daines du Montana et Mike Rounds du Dakota du Sud — liés avec des sociétés pétrolières et minières,.
Après avoir exprimé leur inquiétude concernant l'avenir de ces sociétés pétrolières et de leurs employés, les mêmes sénateurs n'ont pas répondu à la déclaration de Deb Haaland portant sur les récentes arrestations d'employés du secteur pétrolier, pour trafic de femmes indigènes,. Ces arrestations font suite aux initiatives américaines et canadiennes visant à enquêter sur les meurtres et les disparitions de femmes indigènes (Missing and Murdered Indigenous Women, MMIW), sujet que Deb Haarland souhaite défendre auprès des législateurs.

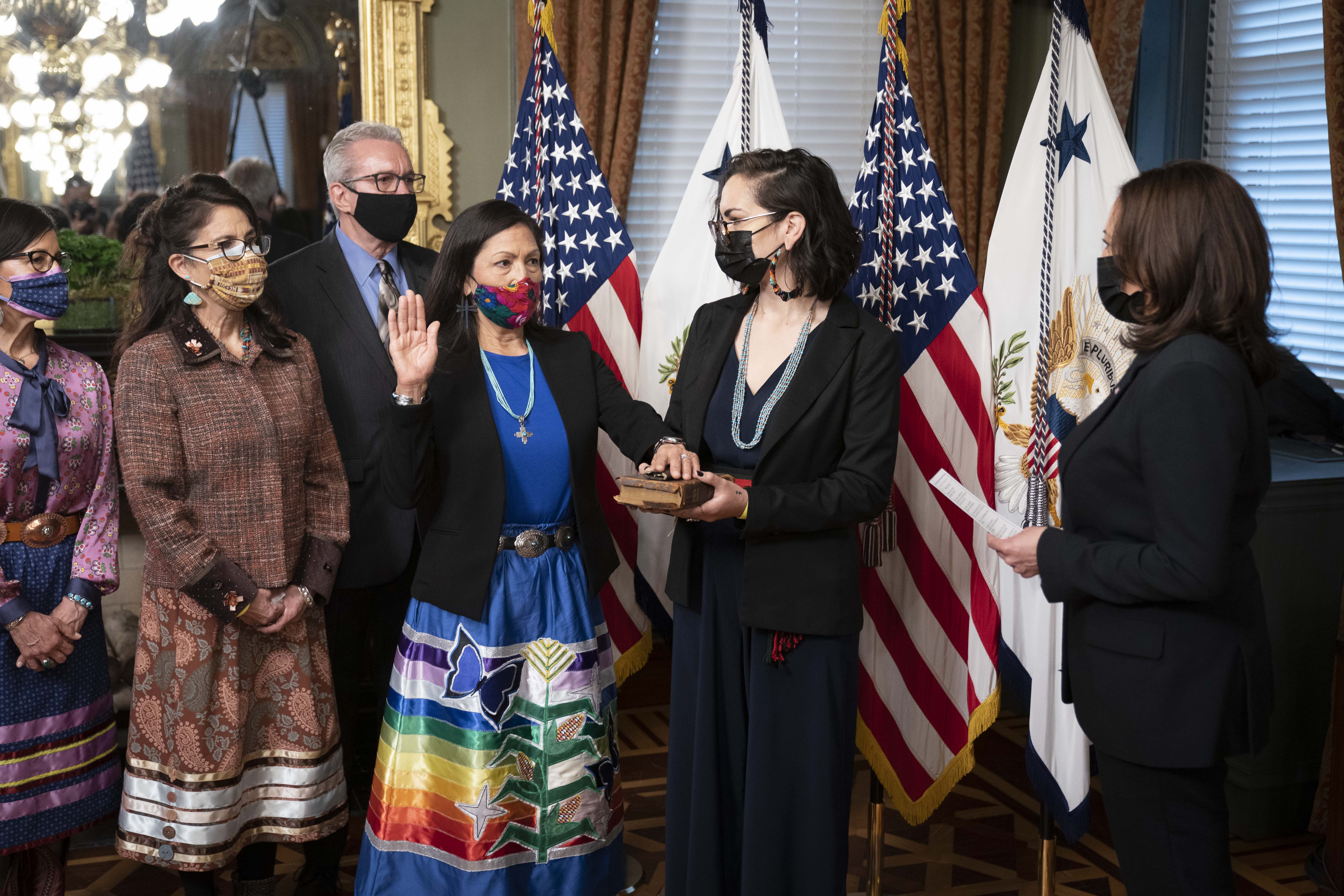
Deb Haaland prête serment comme secrétaire à l'Intérieur des États-Unis.

En dépit de cela, Deb Haaland dispose de suffisamment de soutiens de sénateurs démocrates pour être confirmée au poste de secrétaire à l'Intérieur. Par ailleurs, les sénatrices républicaines Lisa Murkowski et Susan Collins s'engagent le 4 mars à voter en faveur de sa confirmation.
Le 15 mars 2021, sa nomination est confirmée par le Sénat par 51 voix pour, dont celles des républicains Lindsey Graham, Susan Collins, Dan Sullivan et Lisa Murkowski, et 40 contre. Elle entre en fonction deux jours plus tard.

#### Après le gouvernement fédéral
Quelques jours après avoir quitté ses fonctions de secrétaire à l'Intérieur en janvier 2025, elle annonce sa candidature à l'élection de 2026 pour le poste de gouverneur du Nouveau-Mexique pour succéder à la démocrate Michelle Lujan Grisham.

## Vie privée
Elle est mère d'une fille.